# Brachycorythis
Brachycorythis là một chi thực vật có hoa trong họ, Orchidaceae.